# 타바 국제공항
타바 국제공항(아랍어: مطار طابا الدولي)는 이집트 자누브시나 주 타바에 있는 국제공항으로 이집트의 공항 중에서 이집트 국적 항공사가 취항하지 않은 공항으로 알려져 있다.

## 운항 노선

### 국제선
| 항공사          | 목적지     |
| --------------- | ---------- |
| 제트에어 플라이 | 브뤼셀     |
| 아크플라이      | 암스테르담 |

## 같이 보기
- 이집트의 공항 목록